# 李唐卿
李唐卿（?—?），字相之，号慎言居士，南宋绍兴（今属浙江）人。
宋孝宗隆兴元年（1163年）进士。歷官集贤院修撰。绍熙二年六月，除秘书郎，三年十月，为著作佐郎。又篆千字文，“特奇巧，圆方不失而飞扬自如”。